# 单穗水蜈蚣
单穗水蜈蚣（学名：Cyperus mindorensis）是莎草科莎草属的植物。分布于日本、菲律宾、喜马拉雅山区、印度、越南、澳洲、印度尼西亚、美洲热带、马来亚、缅甸、泰国以及中国大陆的广东、海南、云南、广西等地，生长于海拔380米至600米的地区，见于沟边、田边近水处、山坡林下和旷野潮湿同行业，目前尚未由人工引种栽培。